# 낸시 맥키온

낸시 매키언(Nancy McKeon, 1966년 4월 4일 ~ )는 미국의 배우, 성우, 영화 감독, 각본가, 영화 제작자이다.

## 출연 작품
- 패밀리 우먼 (2003년) - 제인 역
- 저스트 라이트 (1997년)
- 태양의 그림자(영어판) (1997년)
- 어머니의 선물 (1995년)
- 어둠 속의 목격자 (1995년)
- 토마토 공장에서 생긴 일 (1994, Teresa's Tattoo)
- 마지막 마피아 (1993년)
- 스내처 (1992년)
- 흔들리는 영웅 (1992년)
- 원주민의 복수 (1991년)
- 여소방관 신디 (1986, Firefighter)
- 여름 캠프 (1985년)
- 청춘 고백 (1983년)

### 텔레비전
- 카테고리 6 - 지구 멸망의 날 (2004, Category 6: Day of Destruction) - 에이미 하킨 역
- 유쾌한 서니 (2009-10)